# 안영규
안영규(安泳奎, 1989년 12월 4일 ~ )는 대한민국의 축구 선수로, 포지션은 센터백이다. 현 K리그1 광주 FC 소속이다.

## 클럽 경력
2012년 수원 삼성 블루윙즈를 통해 프로무대에 입문했지만, 출전기회를 잡지 못해 기라반츠 기타큐슈 임대이적 하였고, 그럼에도 출전기회를 잡지 못해 2014년 대전 시티즌으로 이적하였다.
대전 시티즌 소속으로 강원 FC전에서 골을 넣는 등 선전하며 팀의 K리그 클래식 승격에 큰 기여하였고, 2014시즌 리그 전경기에 출전하여 팀 내 최다경기 출장 기록을 세웠다.
시즌 종료후 구단과의 불화로 광주 FC로 이적하였고, 친정팀 대전 시티즌과의 경기에서 선제골을 기록한 바 있다.
2018년 광주의 새 주장으로 선임되었다.
2019시즌을 앞두고 K리그1의 성남 FC로 이적했다.
2022시즌을 앞두고 광주 FC에 입단했다.

## 국가대표팀 경력
2011년 하계 유니버시아드 축구 대표팀으로 선발되어 출전한 바 있다.

## 수상

### 클럽

#### 대전 시티즌
- K리그 챌린지 우승 : 2014

#### 안산 무궁화 FC
- K리그 챌린지 우승 : 2016

### 광주 FC
- K리그2 우승: 2022

### 개인
- K리그2 베스트 11: 2022